# 가스카와촌 (미야기현)
가스카와촌(粕川村)은 일본 미야기현 구로카와군 중부에 있던 촌이다. 현재의 오사토정 중부에 해당한다.

## 역사
- 1889년 4월 1일 - 정촌제 시행과 함께 8촌이 합병해 가스카와촌이 성립하였다.
- 1954년 8월 1일- 아오이촌 지역(5.38평방km, 1,789명)이 고고타정에, 기타 구역(11.82km2, 4,327명)이 후루카와시에 각각 편입되었다.

## 참고문헌
- 『宮城県町村合併誌』（宮城県地方課、1958）